# دوغلاس كامبل (طيار)

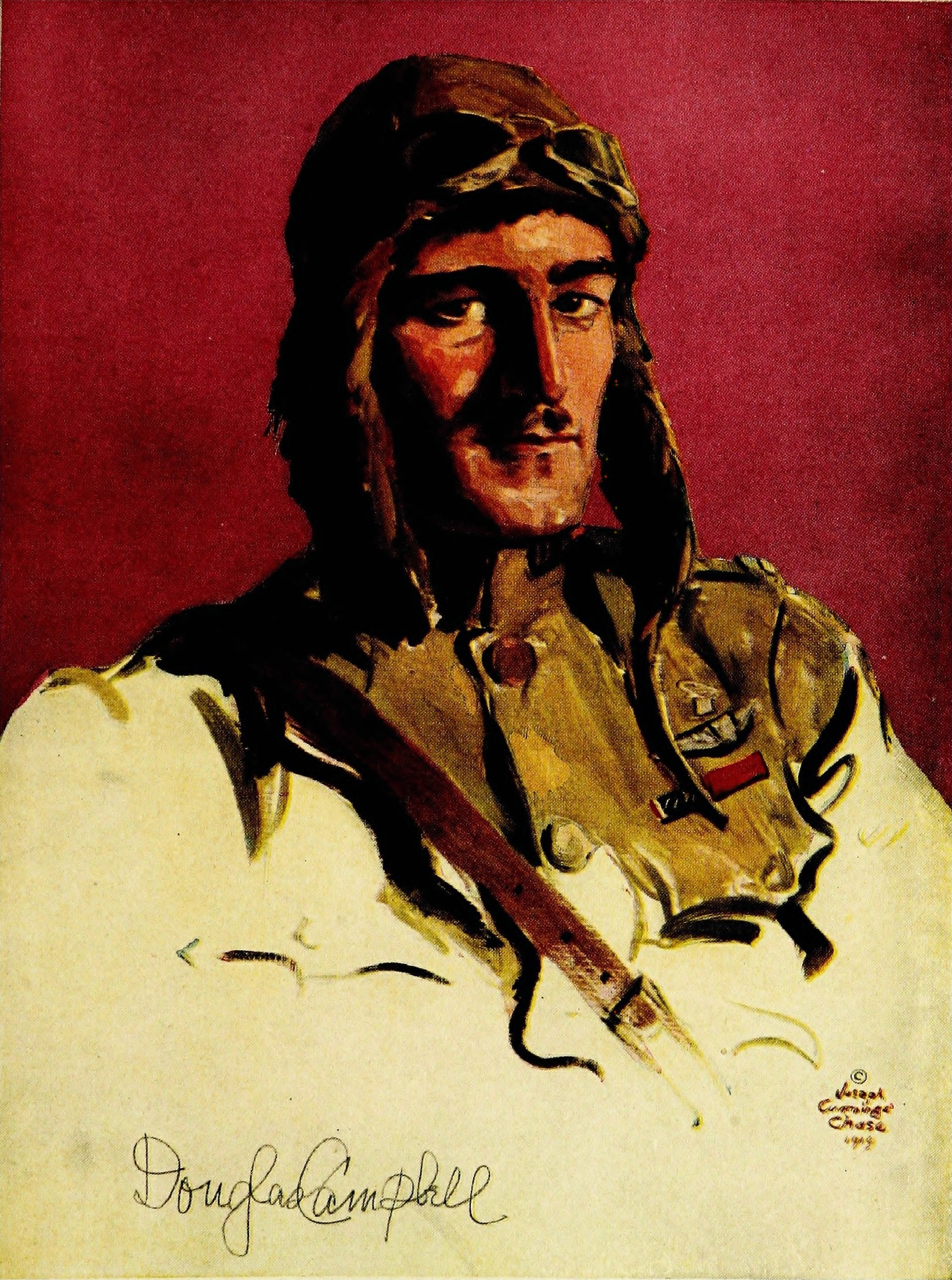
1920

دوغلاس كامبل (بالإنجليزية: Douglas Campbell)‏ هو طيار أمريكي، ولد في 7 يونيو 1896 في سان فرانسيسكو في الولايات المتحدة، وتوفي في 16 ديسمبر 1990.